# Kaj Lokander
Kaj Tore Lokander, född 23 juli 1913 i Kristinehamn, Värmlands län, död 8 november 1987 i  Karlstads domkyrkoförsamling, var en svensk ombudsman och socialdemokratisk politiker.
Lokander var ledamot av riksdagens första kammare 1966-1970, invald i Värmlands läns valkrets.